# Quartier des gares
Le Quartier des gares  est un nouveau quartier montréalais situé au sud du centre-ville de Montréal. Il englobe la Gare centrale de Montréal, la Gare Lucien-L'Allier, la station Bonaventure, la station Lucien-L'Allier et le Terminus Centre-ville.

## Situation
Le Quartier des gares est délimité au nord par le boulevard René-Lévesque, à l'est par le boulevard Robert-Bourassa, au sud par la rue Notre-Dame et à l'ouest par les rues de la Montagne (entre Notre-Dame et Saint-Jacques) et Lucien-L'Allier (entre la rue Saint-Jacques et le boulevard René-Lévesque).

## Projets
| - Parc Ville-Marie - Corridor vert Saint-Jacques - Tour des Canadiens - Tour des Canadiens II - Jardins Windsor | - Tour des Canadiens III - Le 750 Peel - L'Avenue - Le Roccabella (en) - Tour Deloitte |